# Albansk folkemusik
Albansk folkemusik spilles især i Albanien, Kosovo og Makedonien. Albansk folkemusik og -sang bruges stadig ved festligheder, f.eks. bryllupper.